# Cryptocellus iaci
Espèce
Cryptocellus iaci est une espèce de ricinules de la famille des Ricinoididae.

## Distribution
Cette espèce est endémique du Roraima au Brésil. Elle se rencontre vers Caracaraí.

## Description
La femelle holotype mesure 5,11 mm.

## Publication originale
- Tourinho, Lo Man-Hung & Bonaldo, 2010 : A new species of Ricinulei of the genus Cryptocellus Westwood (Arachnida) from northern Brazil. Zootaxa, no 2684, p. 63-68.